# Orlin Norris
Orlin Levance Norris (* 4. Oktober 1965 in Lubbock, Texas) ist ein ehemaliger US-amerikanischer Profiboxer. Er boxte in den Gewichtsklassen Schwergewicht und Cruisergewicht. Vom 6. November 1993 bis zum 22. Juli 1995 war er WBA-Weltmeister im Cruisergewicht.

## Karriere
Norris begann seine Boxerlaufbahn im Schwergewicht und wechselte 1986 ins Profilager. 1988 wurde er Nordamerikanischer Meister der NABF (North American Boxing Federation). Später wechselte er die Gewichtsklasse und boxte im Cruisergewicht. Nachdem er 1993 auch hier Nordamerikanischer Meister wurde, hatte er das Recht um den vakanten WM-Titel der WBA zu boxen. Er gewann diesen Titel durch einen Sieg über Marcelo Victor Figueroa am 6. November 1993 und konnte ihn in 5 weiteren Kämpfen erfolgreich verteidigen. Er verlor seinen Titel in London durch eine K.-o.-Niederlage in der 8. Runde an Nate Miller. Später stieg Norris wieder ins Schwergewicht auf. Er verlor einen Ausscheidungskampf um die Herausforderung des damaligen Weltmeisters Evander Holyfield gegen Henry Akinwande. In weiteren Kämpfen unterlag er u. a. auch Mike Tyson und Vitali Klitschko.